# Föreningen Samhällsvetarna Uppsala
Föreningen Samhällsvetarna Uppsala är en förening för studenter som läser Samhällsvetarprogrammet, Samhällsplanerarprogrammet, masterprogram eller kurser vid Kulturgeografiska Institutionen vid Uppsala Universitet. Föreningen bildades 2007 och har enligt föreningen själv 911 medlemmar (2023).